# Akira Kaji
Akira Kaji, född 13 januari 1980 i Hyōgo prefektur, är en japansk fotbollsspelare.